# Отворено общество
Вижте пояснителната страница за други значения на Отворено общество.
Отворено общество е термин във философията и социалните науки, популяризиран след 30-те години на 20 век от философите Анри Бергсон и Карл Попър. То противостои на понятието затворено общество.

## Отвореното общество според Бергсон
Понятията отворено и затворено общество маркират типове социалност, за които се говори още преди Бергсон, но той пръв ги генерализира и свързва в типологическа схема в книгата си „Двата извора на морала и религията“ (1932 г.). Според него, двата типа социалност се откриват във всяко реално общество и няма общества, които са само затворени или само отворени. Дори органичното затворено общество в първобитното време, според него, е достатъчно отворено. Бергсон изказва аргумента, че напълно отворените или затворени общества не биха били общества, тъй като абсолютно затворените биха се откъснали от средата на света и биха загинали, а абсолютно отворените не биха се отличавали като нещо в себе си и в този смисъл не биха съществували.
Бергсон твърди, че затвореният морал върви в комплект със статична религия, които заедно се грижат за социалната кохезия. Той посочва, че природата е създала общества, чиито членове не биха оцелели като единаци. За пример дава пчелите, които са крехки и за да оцелеят имат нужда от общност. Силата на телесните нужди, които изискват задоволяване, е извор на затворения морал. Затворен се нарича моралът, подвластен на такива нужди. За да оцелее такава общност е необходимо стриктно подчинение. Модел за него осигурява статичната религия, която обезпечава подчинението и от там – кохезията в обществото. Затвореният морал търси тази кохезия заради оцеляването на обществото; собственото общество. Той изключва другите общества и поради това обосновава конфликт с тях.
В противовес обаче, според Бергсон, съществуват отворен морал и динамична религия, които заедно се грижат за креативността и прогреса. Тъй като не се грижи за социалната кохезия, Бергсон нарича този морал „отворен“ – той включва всички. Той е универсален и обосновава мира. Негово следствие е „отвореното общество“. Източник на отворения морал са „креативните емоции“. За разлика от обикновените емоции, които са следствие на репрезентация (срещам добър приятел и изпитвам радост), креативните предхождат репрезентацията, като музикант, който в израз на емоцията си създава музика; музиката е репрезентация и тя е следствие, не причина. Така креативните емоции отклоняват човека от прагматиката на съществуването. Бергсон сравнява креативните емоции с нестабилно ментално състояние, тоест мистично преживяване. Според възгледа му, мистическата интуиция отваря затвореното общество. Вместо статична, религията в такова общество е динамична – винаги резултира в действие, поради което е креативна. А поради това тя не може да бъде асоциирана с организиран набор доктрини.

### На български
- Богданов, Б. (н.д.). Отвореното общество като проблем на личността 2. Посетен на 15 март 2013 г.
- Богданов, Б. (1997). Отвореното общество като проблем на личността. София. Посетен на 15 март 2013 г.

### На английски
- Lawlor, L., & Moulard, V. (2013). Henri Bergson. In Edward N. Zalta (ed.), The Stanford Encyclopedia of Philosophy.